# Rakousko na Zimních olympijských hrách 1994
Rakousko na Zimních olympijských hrách 1994 v Lillehammeru reprezentovalo 80 sportovců, z toho 65 mužů a 15 žen. Nejmladším účastníkem byl Mario Stecher (16 let, 217 dní), nejstarším pak Alfred Eder (40 let, 55 dní). Reprezentanti vybojovali 9 medailí, z toho 2 zlaté 3 stříbrné a 4 bronzové.

## Medailisté
| Medaile | Jméno                                                             | Sport           | Disciplína                   |
| ------- | ----------------------------------------------------------------- | --------------- | ---------------------------- |
| Zlato   | Thomas Stangassinger                                              | Alpské lyžování | slalom - muži                |
| Zlato   | Emese Hunyadyová                                                  | Rychlobruslení  | 1500 m - ženy                |
| Stříbro | Elfi Eder                                                         | Alpské lyžování | slalom - ženy                |
| Stříbro | Markus Prock                                                      | Saně            | jednotlivci - muži           |
| Stříbro | Emese Hunyadyová                                                  | Rychlobruslení  | 3000 m - ženy                |
| Bronz   | Christian Mayer                                                   | Alpské lyžování | slalom - muži                |
| Bronz   | Andrea Tagwerker                                                  | Saně            | jednotlivci - ženy           |
| Bronz   | Andreas Goldberger                                                | Skoky na lyžích | velký můstek - muži          |
| Bronz   | Heinz Kuttin Christian Moser Stefan Horngacher Andreas Goldberger | Skoky na lyžích | velký můstek - družstvo mužů |